# Скоројевићев грбовник
Скоројевићев грбовник је такође један од најстаријих илирских грбовника. Рукопис садржи грбове Душановог и Урошевог царства, те Аустријског царства, и слике још 157 „илирских“ грбова. 
Грбовник је саставио Марко Скоројевић око 1637. године и чува се у Дворској библиотеци у Бечу. Написан је на латиници, и заснован на Алтановом грбовнику.
Латински назив грба је: „Insign(ia) Regno(rum) Ilustris Imperii Illiricy“, мада се у самом тексту грбовника цар Душан назива „Serviorumque et Bosnensium Imperatori Stephano Njemanich“.
Грб је доста сличан Београдском грбовнику, а главне разлике су:
- цели плашт је црвен, али је леви део постављен златним, а десни сребрним;
- грб Славоније у пољу B је као у Охмућевићевом грбовнику;
- грб Србије је бели крст на црвеном пољу без оцила.